# جائزة الأوسكار لأفضل فلم وثائقي قصير
جائزة الأوسكار لأفضل فيلم وثائقي قصير (بالإنجليزية: Academy Award for Best Documentary Short Film) هي جوائز تمنح كل سنة في الولايات المتحدة لافضل الأفلام الوثائقة ذات الموضوع القصيرة. أول جائزة لهذا الفئة كانت في عام 1940.

## الفائزون
```
* 
الخوذ البيضاء (فيلم)
```